# Grève des usines McCormick
Le 3 mai 1886 à Chicago, la grève qui a commencé le 1er mai se poursuit aux usines McCormick. À proximité se tient un meeting des ouvriers du bois où interviennent divers orateurs (dont les anarchistes Samuel Fielden et August Spies). Des affrontements se produisent lorsque des grévistes, désirant chasser les « jaunes » embauchés par McCormick pour briser la grève, sont accueillis par les détectives de l’agence Pinkerton et la police armée de fusils à répétition. Deux ouvriers trouvent la mort et cinquante sont blessés (le Chicago Daily News en avait annoncé six). Le lendemain, le meeting de protestation à Haymarket Square se termine lui aussi en drame.